# Венетико
 Тази статия е за италианското градче в Сицилия.  За гръцката река в Егейска Македония вижте Венетикос.  
Венѐтико (на италиански: Venetico, на сицилиански Venèticu, Венетику) е малко градче и община в южна Италия, провинция Месина, автономен регион Сицилия. Разположено е на брега на Тиренското море. Населението на града е 3908души (към 2012 г.).